# Kuil állomás
Kuil (Guil) állomás a szöuli metró 1-es vonalának állomása Kuro-ku (Guro-gu) kerületben. 

## Viszonylatok
| Kuro (Guro) Szojoszan (Soyosan) felé | Kjongin (Gyeongin) szakasz személyvonat Kjongvon (Gyeongwon) szakasz expresszvonat | Kebong (Gaebong) Incshon (Incheon) felé |